# Kix

Kix i Babilònia de Hammurabi, 1792 al 1750 aC

Kix (sumeri: KišKI, en cuneïforme 𒆧𒆠; accadi: kiššatu) va ser una ciutat estat de Mesopotàmia.

## Història
Inicialment era independent, i cap a l'any 2700 aC exercia l'hegemonia a la zona amb el rei Mebaragesi, de la Primera dinastia de Kix, que va ser derrotat per Uruk. El seu successor Aga, sostindrà lluites contra el rei Guilgameix d'Uruk. A la mort de Guilgameix, Kix se'n va poder independitzar i potser va tornar a exercir l'hegemonia amb Mesalim, però després del 2600 aC ja tornava a ser una ciutat sense domini sobre d'altres. Cap al 2350 aC, Lugal-Zage-Si d'Umma va derrotar Kix que, malgrat tot, va aconseguir mantenir la independència. L'any 2340 aC, un funcionari reial, Xarrukin, es va rebel·lar contra el rei de Kix, Ur-Zababa, i es va fer amo d'una part del territori de Kix, on va fundar la ciutat d'Accad. Uns anys després, Xarrukin va ocupar Kix i es va proclamar rei amb el nom de Sargon I ('rei autèntic'). La ciutat de Kix va ser destruïda en els darrers combats, però Sargon va ordenar de reconstruir-la.
L'any 2260 aC, es va revoltar contra els successors de Sargon, però va ser sotmesa. Va recobrar la independència cap a finals del segle, però va passar a Uruk i després a Ur. El 2025 aC, es va fer independent i va passar a dependre d'Isin el 2010 aC. Cap al 1900 aC, tornava a ser independent sota el rei Aixduniarim i va passar a Babilònia el 1860 aC. L'hegemonia de Kix a Accad i, més tard, en gran part de la Baixa Mesopotàmia va fer que els reis sumerio-accadis, que pretenien la supremacia sobre els seus rivals, es donessin sovint el títol de vegades honorífic de "rei de Kix" o "rei de les quatre parts" (Sumer, Elam, Subartu i Amurru, amb Kix al centre).

## Període protodinàstic
Es denomina període protodinàstic l'etapa històrica de Mesopotàmia que s'estén entre l'any 3000 aC i el 2334 aC, això és, en el període sumeri. Està marcat pel desplaçament de les poblacions rurals cap a les ciutats, cosa que portarà el sorgiment de noves ciutats. Existeix una manca de troballes escrites de la seva etapa inicial, i aquests és el motiu pel qual la seva història és relativament desconeguda; els textos reapareixen en els últims segles del període, mostrant una generalització de les guerres entre ciutats per disputes territorials.

## Primera dinastia de Kix[3]
La llista de reis sumeris comença amb la primera dinastia de Kix, formada per 23 reis i que comprèn un període de 24.500 anys (amb una mitjana de 1.000 anys per regnat). Els primers 21 reis (que tenen tots noms semites) no poden considerar-se com a històrics i n'és molt poc probable que en un futur sigui possible constatar la seva autenticitat històrica. El seu valor demostra, però, una preponderància de Kix en aquest primer període.
- Jushur, que va regnar 1200 anys

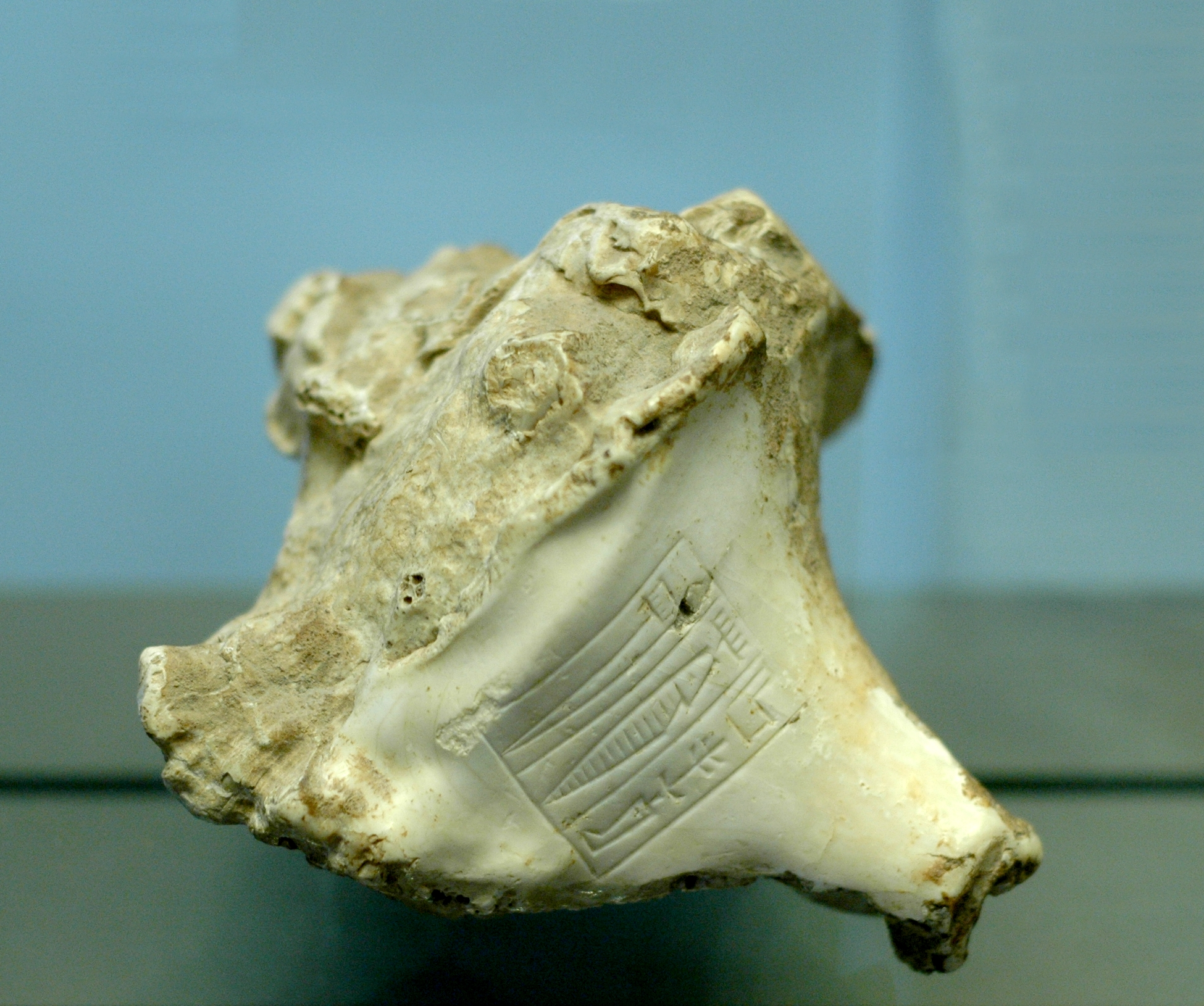
Murex amb el nom de Rimuix, rei de Kix, 2270 aC, Louvre

- Kullassina-bel de Kix, va regnar 960 anys
- Nangishlishma de Kix: 670 anys
- En-Tarah-Ana de Kix: 420 anys
- Babum de Kix: 300 anys
- Puannum de Kix: 840 anys
- Kalibum de Kix: 960 anys
- Kalumum de Kix: 840 anys
- Zuqaqip de Kix: 900 anys
- Atab de Kix: 600 anys
- Maixda de Kix: 840 anys
- Arwium de Kix: 720 anys
- Etana de Kix, el pastor, el qual va ascendir al cel i consolidar tots els regnes estrangers: 1.500 anys
- Balih de Kix: 400 anys
- En-Me-Nuna de Kix: 660 anys
- Melem-Kix de Kix: 900 anys
- Barsal-Nuna de Kix: 1200 anys
- Zamug de Kix: 140 anys
- Tizqar de Kix: 305 anys
- Ilku de Kix: 900 anys
- Iltasadum de Kix: 1200 anys
- Mebaragesi és el 22è rei de la dinastia (se l'atribueixen 900 anys de regnat) i és el primer del qual es té constància històrica (dues inscripcions).
- Aga, últim rei de la dinastia de Kish.

La mitologia sumerio-accàdia relata la rivalitat entre Uruk (representant del sud sumeri) i Kix (centre del nord semita).

## La tauleta
Kix destaca per ser el jaciment anomenat Tall al-Uhaimer, on s'ha trobat una tauleta amb inscripcions que mostren els primers passos d'una escriptura cuneïforme. Es creu que es tracta del primer document escrit de la història (s'ha datat al voltant del 3500 aC), amb uns signes entre pictogrames i els signes alfabètics del sumeri. La tauleta es conserva a l'Axmolean Museum d'Oxford.